# 略尔河畔罗赛
略尔河畔罗赛（法語：Rosay-sur-Lieure，法語發音：[ʁozɛ syʁ ljœʁ]）是法国厄尔省的一个市镇，属于莱桑德利区。

## 地理
略尔河畔罗赛（49°22'24"N, 1°25'49"E）面积8.21 平方千米，位于法国诺曼底大区厄尔省，该省份为法国北部内陆省份，北起滨海塞纳省，西接奧恩省和卡爾瓦多斯省，南至厄尔-卢瓦省，东临瓦兹省、瓦兹河谷省和伊夫林省。
与略尔河畔罗赛接壤的市镇（或旧市镇、城区）包括：沙勒瓦勒、里昂斯拉福雷、梅内斯克维尔、图夫勒维尔。

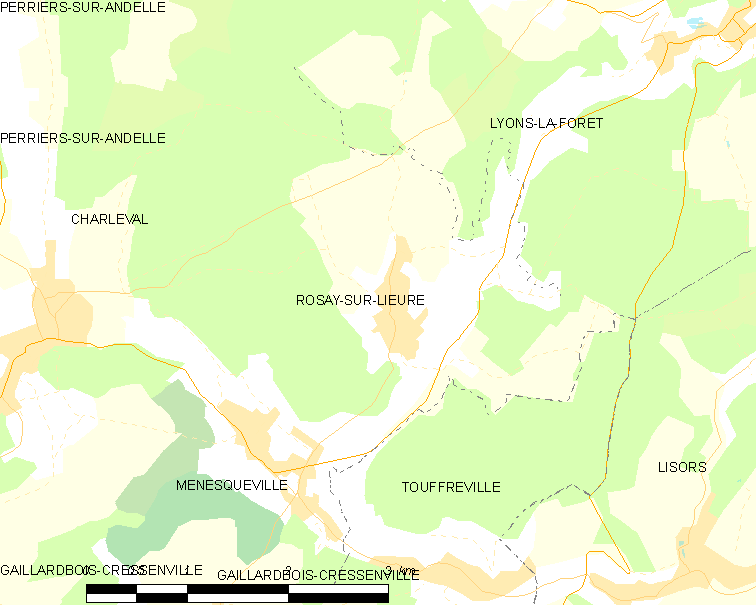
略尔河畔罗赛的OSM定位图

略尔河畔罗赛的时区为UTC+01:00、UTC+02:00（夏令时）。

## 行政
略尔河畔罗赛的邮政编码为27790，INSEE市镇编码为27496。

## 政治
略尔河畔罗赛所属的省级选区为昂代勒河畔罗米伊县。

## 人口

1962-2008年间略尔河畔罗赛人口变化图示

略尔河畔罗赛于2022年1月1日时的人口数量为510人。